# الاتحاد العالمي للطلاب المسيحيين
الاتحاد العالمي للطلاب المسيحيين (بالإنجليزية: World Student Christian Federation)‏ هو اتحاد وطني للحركات الطلابيّة المسيحية المستقلة، وتشكل الذراع الشبابي والطلابي للحركة المسكونية العالمية. يشمل الاتحاد الطلاب من الكنائس الأرثوذكسية، والبروتستانتية، والكاثوليكية، والانجليكانية.
تأسس الاتحاد في باريس. هدف الاتحاد هو خدمة الطلاب الأكاديميين المسيحيين في الجامعات والسكن الجامعي، من برامج دينية لبناء مجتمع مسيحي قائم على الحوار، والمسكونية، والعدالة الاجتماعية، والسلام. يقيم الاتحاد برامج صلاة ودراسة الكتاب المقدس والتفكير اللاهوتي في الجامعات والسكن الجامعي للطلاب المسيحيين من مختلف الكنائس.

## مواقع خارجية
- الموقع الرسميّ